# Gramàtic
Gramàtic és el nom que reben els estudiosos de la llengua de l'Edat antiga i mitjana, encarregats de compilar i difondre les normes de la gramàtica dels seus respectius idiomes, així com els autors usats com a model per al seu ensenyament. Predominen els teòrics del sànscrit, del grec i del llatí. Modernament es va substituir el terme pel més general de lingüista o el de filòleg.